# Krondor : Les Assassins
Krondor : Les Assassins est le second tome de la saga Le Legs de la faille de Raymond E. Feist.

## Résumé
De retour de Sethanon, le prince Arutha retrouve sa ville de Krondor en proie à de graves troubles. Une vague de meurtres dont les victimes semblent avoir été choisies au hasard sème la peur dans la population. La secte d'assassins des Faucons de la Nuit censée avoir été éradiquée serait-elle de retour et qui est le mystérieux personnage surnommé le Rampant qui tire les ficelles ? Le royaume entier pourrait basculer dans la guerre lorsque les tueurs prennent pour cible un dignitaire d'un état voisin.

## Personnages
Les personnages principaux sont :
- L'écuyer James
- le lieutenant William conDoin
- le prince Arutha